# Theodore Lyman (Physiker)

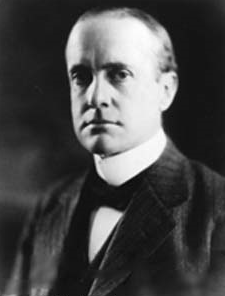
Theodore Lyman, 1916

Theodore Lyman (* 23. November 1874 in Boston, Massachusetts; † 11. Oktober 1954 in Cambridge, Massachusetts) war ein amerikanischer Physiker.

## Laufbahn
Lyman studierte in Harvard, wo er 1900 mit einer Arbeit mit dem Titel False Spectra from the Rowland Concave Grating promoviert wurde. Nach zwei Jahren in Cambridge (England), wo er unter J. J. Thomson arbeitete, und an der Universität Göttingen kehrte er nach Harvard zurück, wo er seit 1907 als Professor arbeitete (ab 1917 mit Tenure und ab 1921 als Hollis Professor of Mathematics and Natural Philosophy). 1925 wurde er auf eigenen Wunsch 15 Jahre vorzeitig emeritiert, setzte seine Arbeit in Lehre, Doktorandenbetreuung und Forschung aber fort. Die letzte Doktorarbeit unter seiner Betreuung wurde 1942 beendet.

## Forschung
Seine wissenschaftliche Arbeit fand im Feld der Spektroskopie, insbesondere im Bereich ultravioletten Lichts statt. In seiner Doktorarbeit wies er die später sogenannten Lyman ghosts nach, falsche Spektrallinien, die (wie zuvor von Carl Runge vermutet) durch optisches Licht aufgrund von Fehlern in den Beugungsgittern erstehen. Bis 1906 wies er über hundert Spektrallinien des Wasserstoffs in der Region bis hinunter zu einer Wellenlänge von 100 nm nach. 1917 publizierte er den Nachweis der ersten drei Mitglieder der später nach ihm benannte Spektralserie (Lyman-Serie) des Wasserstoffatoms. Bis 1917 verbesserte er seine Techniken weiter und konnte Spektren bis in den Bereich von 50 nm  analysieren. Von 1917 bis 1919 war er zum Wehrdienst eingezogen. Es fiel ihm danach schwer, wieder in die Forschung zurückzufinden.

“When I was mustered out of the service in the spring of 1919 I found it impossible to resume my academic work or my research with any enthusiasm. It took some time for me to get back into harness. Meanwhile a number of people had entered the field of vacuum spectroscopy. I had lost the leadership and I never regained it. Moreover, the untimely death of Professor Sabine increased my administrative burdens.”

Bis 1926 entdeckte er noch mehrere Spektrallinien des Heliums, später beschäftigte er sich mit den Absorptionskoeffizienten verschiedener Gase und instrumentellen Fragen, veröffentlichte aber seit 1926 nichts mehr, da die Resultate nicht seinen Standards genügten.

## Einsatz im Ersten Weltkrieg
Am Ersten Weltkrieg nahm Lyman im Rang eines Captains teil und war als Assistent von Augustus Trowbridge mit der Leitung der Entwicklung von Schall- und Lichtmesssystemen zur Ortung der gegnerischen Artillerie betraut; später organisierte er eine Ortungsschule in der Nähe von Langres und kommandierte schließlich ein Bataillon von über 1000 Mann.

## Ehrungen
In Würdigung seiner Verdienste wurde er 1917 in die National Academy of Sciences gewählt. Er war Mitglied der American Philosophical Society, ein Fellow American Academy of Arts and Sciences, der er darüber hinaus von 1924 bis 1927 als Präsident vorstand, sowie Fellow American Physical Society, deren Präsident er 1921 bis 1922 war. Zudem war er Ehrenmitglied der Optical Society of America und der Royal Institution
1918 wurde ihm die Rumford-Medaille der American Academy of Arts and Sciences verliehen, 1930 die Elliott-Cresson-Medaille der American Philosophical Society und 1931 die Frederic-Ives-Medaille der Optical Society of America.
Im Jahr 1970 benannte die Internationale Astronomische Union zu seinen Ehren einen Mondkrater nach ihm.
In der extragalaktischen Astronomie sind beispielsweise der Lyman-Alpha-Wald und Lyman-Alpha-Emitter nach der Lyman-Serie benannt.